# الدوري البلغاري الممتاز 1965-66
الدوري البلغاري الممتاز 1965-66 (بالبلغارية: „А“ група 1965/66)‏ هو الموسم 42 من الدوري البلغاري الممتاز. أقيم خلال الفترة 15 أغسطس 1965 وحتى 12 يونيو 1966، وأشرف على تنظيمه اتحاد بلغاريا لكرة القدم، وكان عدد الأندية المشاركة فيه 16، وفاز فيه سسكا صوفيا.